# Скина
Скина (на английски: Skeena River) е река в Канада, провинция Британска Колумбия. Дължината ѝ от 579 км ѝ отрежда 50-о място сред реките на Канада. Тя е втората по дължина изцяло канадска река след река Фрейзър, вливаща се в Тихия океан.
Изворите на реката се намират на платото Спатсизи, на около 1720 м н.в., на 57°09′06″ с. ш. 128°41′29″ з. д. / 57.151667° с. ш. 128.691389° з. д.. В началото, около 120 км, доустието на левия ѝ приток река Сустут Скина тече на югоизток, като по цялото това протежение преминава жп линията от град Принс Джордж за град Дейзи Лейк (58°26′17″ с. ш. 129°59′59″ з. д. / 58.438056° с. ш. 129.999722° з. д.). От устието на Сустут реката завива на запад, а след около 45 км, на юг. В този ючастък, дълъг над 140 км Скина получава най-големите си притоци – реките Бабин и Булкли отляво и Киспут отдясно и при град Хейзълтън се насочва на югозапад.
В тази посока, с дължина от близо 280 км по долината на реката са прокарани трансканадското шосе № 16 и втората (северна) трансканадска жп линия от Едмънтън до Тихия океан. Тук Скина получава последните си големи притоци – Займец отляво и Китуонга и Китсумкалум отдясно, а покрай бреговете ѝ са разположени градовете Китуонга, Сидървейл, Ъск, Терас и Порт Есингтън.
Влива се в залива Чатъм, част от протока Хеката на Тихия океан, на 24 км югоизточно от град Принс Рупърт, второто по товарооборот канадско пристанище на тихоокеанското крайбрежие.
Площта на водосборния басейн на реката е 54 400 km2. Многогодишният среден дебит в устието на реката е 2157 m3/s, като пълноводието ѝ е през пролетно-летния сезон (май-септември), а маловодието – през зимата (януари-февруари).
Реката е открита в началото на 1820-те години от агенти на английската „Компания Хъдсън Бей“, търгуваща с ценни животински кожи, които през 1826 г. в горното ѝ течение основават търговски пункт (фактория).